# هنري مايو (لاعب كريكت)
هنري مايو (بالإنجليزية: Henry Mayo)‏ (13 نوفمبر 1847 في المملكة المتحدة - 30 أكتوبر 1891) هو لاعب كريكت بريطاني (وحمل سابقاً جنسية المملكة المتحدة لبريطانيا العظمى وأيرلندا).

## وصلات خارجية
- هنري مايو على موقع إي آس بي آن كريك إنفو (الإنجليزية)